# Pavarotti & Friends (album)
Pavarotti & Friends è il primo album registrato durante l'omonimo evento organizzato da Luciano Pavarotti, a seguito di un'idea di Zucchero Fornaciari, realizzato a Modena il 27 settembre 1992.

## Descrizione
L'album contiene duetti tra il tenore emiliano e grandi nomi della musica pop di quel periodo e brani cantati dagli ospiti della serata, registrati durante l'evento. Molte arie del tenore sono state cantate in playback.

## Tracce
1. Luciano Pavarotti & Sting – Panis angelicus – 3:52
2. Luciano Pavarotti & Zucchero – Miserere – 4:15
3. Sting & Zucchero – Muoio per te – 3:54
4. Luciano Pavarotti & Lucio Dalla – Caruso – 5:19
5. Neville Brothers – One More Day – 4:41
6. Aaron Neville – Ave Maria – 4:40
7. Suzanne Vega – In Liverpool – 4:38
8. Mike Oldfield – Sentinel – 3:54
9. Zucchero – L'urlo – 3:20
10. Brian May – Too Much Love Will Kill You – 4:31
11. Sting – It's Probably Me – 5:01
12. Bob Geldof – Room 19 – 4:40
13. Patricia Kaas – Les Hommes qui passent – 3:40
14. Luciano Pavarotti, Sting, Zucchero, Lucio Dalla & Brian may – La donna è mobile – 2:24

## Cantanti partecipanti
- Sting
- Zucchero
- Lucio Dalla
- Neville Brothers
- Aaron Neville
- Suzanne Vega
- Mike Oldfield
- Brian May
- Bob Geldof
- Patricia Kaas
- Michael Kamen

## Successo commerciale
L'album ha venduto oltre un milione e mezzo di copie nel mondo, di cui 120.000 negli Stati Uniti e circa 60.000 in Argentina.

## Classifiche

### Classifiche settimanali
| Classifica (1993-1995)         | Posizione massima |
| ------------------------------ | ----------------- |
| Europa                         | 37                |
| Francia                        | 8                 |
| Italia                         | 12                |
| Portogallo                     | 4                 |
| Stati Uniti (Classical albums) | 9                 |
| Svizzera                       | 35                |

### Classifiche di fine anno
| Classifica (1993) | Posizione |
| ----------------- | --------- |
| Italia            | 90        |